# 亀山市立川崎小学校
亀山市立川崎小学校（かめやましりつ かわさきしょうがっこう）は、三重県亀山市能褒野町にある公立小学校。
亀山市北東部に位置し、校区内には旧陸軍の北伊勢飛行場跡や日本武尊の能褒野墓、能褒野神社などがある。1946（昭和21）年の移転以来、旧陸軍の北伊勢飛行場の兵舎跡に立地しており、そのため敷地内には兵舎の正門や噴水池、格納庫の基礎部分など当時の遺構が随所に残る。敷地面積は21,895m2。

## 沿革
- 1875年（明治8年）11月 - 鈴鹿郡川崎村長善寺に川崎学校を創立。
- 1887年（明治20年）1月 - 川崎学校小学簡易授業所を川崎村に、また分教場を太森村に設置。
- 1889年（明治22年）5月 - 前月の町村制施行に伴い簡易授業所は廃止され、川崎尋常小学校と改称。
- 1903年（明治36年）4月 - 川崎尋常小学校を川崎尋常高等小学校と改称し、高等科（修業4ヵ年程度）を併設。
- 1908年（明治41年）4月 - 小学校令の一部改正で義務教育6ヵ年の尋常科と希望者のみ修学年限2ヵ年の高等科を設置。
- 1917年（大正6年）5月 - 校舎が改築・増築され、落成式を挙行。
- 1941年（昭和16年）4月 - 学制改革により川崎尋常高等小学校を川崎村国民学校と改称し、初等科と高等科を設置。
- 1946年（昭和21年）2月 - 現在地に移転。川崎村の旧陸軍北伊勢飛行場兵舎跡を校舎に転用。
- 1947年（昭和22年）4月 - 学制改革により、国民学校が廃止され、初等科が小学校に、高等科が中学校になる。
- 1948年（昭和23年）3月 - 中学校のみ元小学校の校舎に移転。
- 1954年（昭和24年）10月 - 市制施行に伴い亀山市立川崎小学校となる。
- 1957年（昭和32年）12月 - 理科・音楽特別教室完成。
- 1958年（昭和33年）4月 - 完全学校給食開始。
- 1967年（昭和42年）2月 - 屋内運動場完成。その西側の講堂取り壊し。
- 1968年（昭和43年）4月 - 第1校舎の西半分を取り壊し。
- 1969年（昭和44年）2月 - 第1校舎の西半分跡に鉄筋2階建の新校舎竣工。総工費2,260万円。残る第1校舎東半分を取り壊し。
- 1971年（昭和46年）7月 - プール竣工。
- 1975年（昭和50年）11月 - 創立百周年記念式典開催。交通公園完成。
- 1976年（昭和51年）9月 - 給食室を改築。
- 1977年（昭和52年）6月 - 学校体育施設の運営委員会が設置され、事前に登録・許可されたスポーツ団体への体育施設の開放を開始。
- 1978年（昭和53年）8月 - 第2校舎取り壊し。
- 1979年（昭和54年）4月 - 第2校舎跡に鉄筋3階建の新校舎竣工。
- 1979年（昭和54年）11月 - フラワー・ブラボー・コンクール（FBC）最優秀賞（大賞）を受ける。
- 1980年（昭和55年）6月 - FBC大賞を受ける。
- 1980年（昭和55年）11月 - FBC名誉大賞を受ける。
- 1988年（昭和63年）3月 - 屋内運動場建て替え。
- 1990年（平成2年）8月 - 校舎西側にフェンスを設置。
- 1991年（平成3年）6月 - プールサイドを改装。
- 1991年（平成3年）12月 - 屋外運動場にスプリンクラーを設置。
- 1992年（平成4年）3月 - 野外ステージを新設。
- 1994年（平成6年）4月 - 防球ネットを設置。
- 1995年（平成7年）3月 - 管理棟校舎増築完成。
- 1997年（平成9年）6月 - 温水シャワー新設。
- 1997年（平成9年）11月 - FBC大賞を受ける。
- 1998年（平成10年）6月 - FBC大賞を受ける。
- 1998年（平成10年）9月 - 給食室を改修。
- 1998年（平成10年）11月 - FBC名誉大賞を受ける。
- 1999年（平成11年）3月 - プール付属棟新設。
- 1999年（平成11年）8月 - 体育館天井改修工事竣工。
- 2000年（平成12年）1月 - プール塗装工事竣工。
- 2000年（平成12年）10月 - 第3棟天井改修整備。
- 2001年（平成13年）7月 - 給食室改修。
- 2002年（平成14年）8月 - 第2棟外壁および天井改修工事。

## 通学区域
- 亀山市
  - 田村町（井田川小学校区に含まれる区域を除く）、長明寺町、太森町、川崎町、能褒野町

卒業生は基本的に亀山市立中部中学校へ進学する。

## 周辺
- 能褒野王塚古墳（のぼのの森） - 日本武尊の終焉の地の1つと言われる。
- 能褒野神社
- 川崎郵便局 (三重県)
- 古河電工三重事業所
- 御幣川